# Evaniídeos
Evaniídeos (Evaniidae), também conhecidas vulgarmente pelo nome comum vespa-bandeira, são uma família de vespas parasitas de ootecas de baratas, da ordem de insetos Hymenoptera. São relativamente comuns, principalmente nas proximidades da presença de colônias de baratas, e são facilmente reconhecidas por seu voo lento e desajeitado, e pela aparência peculiar quando estão pousadas: por conta das asas curtas, movimentos bruscos e as longas pernas traseiras, adquirem um aspecto semelhante ao de aranhas, confundindo leigos sobre o que seriam. Em geral, são vespas tímidas que tentam se esconder da presença humana, tendo cores que variam do marrom ao preto. São inofensivas, incapazes de morder ou de ferroar.
A espécie mais comum no Brasil é a maior representante do gênero, Evania appendigaster, que ataca ootecas de baratas urbanas, principalmente da barata de esgoto Periplaneta americana. São, portanto, insetos benéficos cuja presença no meio urbano deve ser tolerada.

## Descrição
São vespas de médio porte, acima de de 2,5 mm, geralmente medindo em torno de 1,0 cm de comprimento. Apresentam quase sempre antenas com 13 segmentos, exceto no gênero Evaniella, onde possuem 10 segmentos. As peças bucais são pequenas, dado que adultos não se alimentam muito; olhos são relativamente grandes e normalmente destacam-se com cores azul ou verde. A cabeça é bastante justa com o mesossoma, dando-lhes aspecto truncado. A venação das asas é relativamente simples, mas bastante variável, sempre com veias distais vestigiais ou bem reduzidas e lóbulo jugal bem pequeno; asa posterior com apenas uma veia presente. As evaniidae têm o metassoma localizada muito acima das coxas traseiras no propódeo, e o metassoma em si é bastante pequeno, com um pecíolo longo, unissegmentado, semelhante a um tubo, e comprimido lateralmente na maior parte de seu comprimento (2-8 segmentos). O ovipositor é curto e fino. Quando ativas, essas vespas empurram o metassoma para cima e para baixo constantemente, conforme referido em seu nome comum. O mesosoma é alto, curto, e fortemente esclerotizado (isto é, bastante endurecido), com uma superfície bem texturizada, sendo sulcada e esburacada (com pontuações). A cabeça é praticamente imóvel e se fixa ao mesossoma em um pescoço curto; com geralmente 13 antenas segmentadas que não diferem no número de segmentos entre machos e fêmeas; no entando, a parte distal das antenas das fêmeas é levemente clavada, enquanto que a dos machos é bem filiforme. 

## Diversidade e Filogenia
Durante décadas, esta família era um "saco de gatos", onde eram alocadas diversas espécies de vespas com morfologia pouco usual e difícil de classificar; geralmente recebia espécimes que hoje constam nas famílias Aulacidae, Gasteruptiidae, diversas em Ichneumonoidea, Stephanidae, Monomachidae, Braconidae (Cenocoeliinae), Pelecinidae, Trigonalidae, Megalyiridae e a obscura Roproniidae. A maioria das espécies neotropicais foi descrita entre 1800 e 1900 por um pequeno número de autores. Um outro fator complicador que "travou" a devida categorização sistemática da família foi o dimorfismo sexual presente nas espécies, em que os machos podem diferir significativamente das fêmeas -- de modo que por vezes eram descritos como espécies diferentes. Finalmente, muitas espécies foram descritas de forma superficial, embasada por um único espécime coletado (i.e. o holótipo), frequentemente difícil de ser localizado nas coleções científicas.  Em suma, trata-se de uma família com um histórico controvertido de trabalho sistemático, e que carece ainda de mais pesquisas.
A família conta atualmente com cerca de 20 gêneros existentes, contendo mais de 450 espécies descritas distribuídas em todo o mundo, exceto nas regiões polares. São notavelmente mais abundantes nos trópicos, e frequentemente coletadas. Os gêneros neotropicais se restringem às Américas, com a exceção de Evania appendigaster (mencionado acima) que foi introduzido por todo o mundo junto das baratas urbanas. Os gêneros Hyptia e Evaniella são mais abundantes na América do Norte, ao passo que Rothevania e Decevania predominam na América Latina. Na América do Norte, Prosevania punctata e Prosevania fuscipes são as espécies mais comuns encontradas em meio urbano.
No Brasil, temos registros de 75 espécies, pertencentes a 6 gêneros. 

## Biologia
As larvas dessas vespas solitárias se alimentam de baratas e se desenvolvem dentro das ootecas de seus hospedeiros. A vespa localiza as ootecas de barata e as perfura para introduzir um único ovo por oviposição, do qual eclode uma única larva que consome todos os ovos de barata durante seu desenvolviemento. O processo todo leva pouco mais de 30 dias, a partir do que, daquela ooteca atacada, emerge uma única vespa evanídea. São, assim, chamados de parasitoides solitários. Ao mesmo tempo, muitos autores argumentam que deveriam ser consideradas como vespas predadoras de ovos de baratas, uma vez que consomem todos durante no desenvolvimento. 